# Pedro Solberg
Pedro Salgado Collett Solberg, né le 27 mars 1986 à Rio de Janeiro (Brésil), est un joueur de beach-volley brésilien. Sa mère Isabel Salgado et ses deux sœurs, Maria Clara et Carolina, sont également professionnelles dans le monde du beach-volley.

## Carrière
Il a notamment remporté la médaille de bronze avec son compatriote Evandro Gonçalves aux Championnats du monde de beach-volley 2015 à La Haye.
Toujours avec Evandro Gonçalves, il remporte les Major Series de Stavanger en juin 2015 et de Gstaad en juillet 2016, battant en finale les Américains Phil Dalhausser et Nick Lucena (24-22, 21-16).
Alors qu'il était très attendu, le duo est éliminé en huitième de finale du Tournoi olympique de Rio le 13 août 2016 par le duo russe Dmitri Barsouk et Nikita Liamin.

## Palmarès

### Jeux olympiques d'été
- Pas de performance significative à ce jour...

### Championnats du Monde
- Médaille de bronze en 2015 à La Haye (Pays-Bas) avec Evandro Gonçalves

### Jeux panaméricains
- Pas de performance significative à ce jour...